# さいたま市立木崎中学校
さいたま市立木崎中学校（さいたましりつ きざきちゅうがっこう）は、埼玉県さいたま市浦和区瀬ヶ崎二丁目にある公立中学校。現在は1学年は8クラス、2学年は7クラス、3学年は8クラス、特別支援学級は3クラスずつある大規模校である。

## 所在地
- さいたま市浦和区瀬ヶ崎二丁目17番1号

アクセス
- 北浦和駅から東武バスに乗り、瀬ヶ崎から徒歩1分

周辺施設
- 埼玉県道35号川口上尾線（産業道路）
- さいたま市立木崎小学校
- さいたま市立大東小学校
- さいたま市立道祖土小学校
- 埼玉県立浦和高等学校

## 沿革
- 1947年 - 浦和市立木崎中学校設立。埼玉県立浦和中学校の校舎を一部借用。新制高校へ移行する浦和中学の校章を譲り受ける。
- 1948年 - 現在地に独立校舎を新築、移転。
- 1950年 - 校歌制定。作詞は神保光太郎、作曲は信時潔
- 1954年 - 浦和市立大原中学校が分けられる。
- 1980年 - 浦和市立三室中学校が分けられる。
- 1997年 - 浦和市青少年宇宙科学館から贈呈ざれたニュートンのリンゴの苗木を植樹。
- 2001年 - 文部科学省「次世代ITを活用した未来型教育研究開発事業実施校」文部科学省「学校図書館資源共有型モデル地域事業実践協力校」に指定される。さいたま市誕生。さいたま市立木崎中学校に改称。
- 2016年 - 特別支援学級が新設された。
- 2017年1月12日 - 中学2年生の女子生徒が自殺[1]。

## 卒業生
- 落合弘（1960年度卒、元サッカー選手）
- 武正公一（1975年度卒、元衆議院議員）
- 名取篤（1976年度卒、元サッカー選手）
- 坂口健司（1989年度卒、元サッカー選手）
- 富居大樹（2005年度卒、サッカー選手）
- 岡本拓也（2007年度卒、サッカー選手）
- 中川寛斗（2009年度卒、サッカー選手）
- 伊藤敦樹（2013年度卒、サッカー選手）
- 長倉幹樹（2014年度卒、サッカー選手）
- 鈴木彩艶（2017年度卒、サッカー選手）